# Ludwig Nohl (Politiker)
Ludwig Nohl (auch Louis) (* 26. August 1806 in Barmen; † 8. Juli 1868 in San Antonio, USA) war ein deutsch-amerikanischer Arzt und Politiker.

## Leben
Nohl wurde 1832 in Berlin zum Dr. med. promoviert. Er arbeitete als praktischer Arzt in Barmen. In Solingen heiratete er am 11. Juni 1834 Henrietta Tips. Nohl war Mitglied der Johannisloge Hermann zum Lande der Berge.
Im Mai 1846 wurde er in der dritten Klasse in den Gemeinderat von Barmen gewählt und vertrat dort liberale Positionen. 1848 gehörte er dem Vorparlament an. In Folge wanderte die Familie mit ihren Töchtern 1849 als Forty-Eighters in die USA nach Texas aus.

## Veröffentlichungen
- De pneumatosi. Dissertation Berlin 1832. (Online)